# Mark Teahen
Mark Teahen, né le 6 septembre à Redlands (Californie), est un ancien joueur canado-américain de baseball évoluant en Ligue majeure de baseball comme joueur de troisième but.
Sélectionné en équipe du Canada, il participe à la Classique mondiale de baseball 2009.

## Biographie
Né en Californie d'une mère américaine et d'un père canadien, international de baseball de 1973 à 1979, Mark Teahen passe la quasi-totalité de la jeunesse en Californie. La famille s'installe un temps en Alberta, mais sous la pression de sa mère qui déteste le froid, elle retrouve vite le soleil californien.
Après des études supérieures au Saint Mary's College of California, Mark Teahen est drafté le 4 juin 2002 par les Athletics d'Oakland au premier tour de sélection (39e choix).
Encore joueur de Ligues mineures, il est échangé aux Royals de Kansas City le 24 juin 2004. Il fait ses débuts en Ligue majeure avec les Royals le 4 avril 2005. Titulaire au troisième but de 2005 à 2009 pour Kansas City, Teahen est sélectionné en équipe du Canada et prend part à la Classique mondiale de baseball 2009. 
Le 5 novembre 2009, Teahen est transféré aux White Sox de Chicago en retour du joueur de troisième but Josh Fields et du joueur de deuxième but Chris Getz.
Le 27 juillet 2011, les White Sox échangent Teahen et le lanceur Edwin Jackson aux Blue Jays de Toronto en retour des lanceurs Jason Frasor et Zach Stewart. Il ne frappe que pour ,190 en 27 parties pour les Jays, terminant sa saison 2011 avec une moyenne au bâton de ,200 en 78 parties pour Chicago et Toronto. Les Blue Jays le libèrent de son contrat le 17 janvier 2012. 
Le 6 février 2012, Teahen signe un contrat des ligues mineures avec les Nationals de Washington.

## Statistiques
| Saison | Équipe      | G   | AB   | R   | H   | 2B  | 3B | HR | RBI | SB | BA    |
| ------ | ----------- | --- | ---- | --- | --- | --- | -- | -- | --- | -- | ----- |
| 2005   | Kansas City | 130 | 447  | 60  | 110 | 29  | 4  | 7  | 55  | 7  | 0,246 |
| 2006   | Kansas City | 109 | 393  | 70  | 114 | 21  | 7  | 18 | 69  | 10 | 0,290 |
| 2007   | Kansas City | 114 | 544  | 78  | 155 | 31  | 8  | 7  | 69  | 10 | 0,285 |
| 2008   | Kansas City | 149 | 572  | 66  | 146 | 31  | 4  | 15 | 59  | 4  | 0,255 |
| 2009   | Kansas City | 144 | 524  | 69  | 142 | 34  | 1  | 12 | 50  | 8  | 0,271 |
| 2010   | Chicago WS  | 77  | 233  | 31  | 60  | 13  | 2  | 4  | 25  | 3  | 0,258 |
| Totaux | Totaux      | 753 | 2713 | 374 | 727 | 159 | 26 | 63 | 318 | 45 | 0,268 |

Note : G = Matches joués ; AB = Passages au bâton; R = Points ; H = Coups sûrs ; 2B = Doubles ; 3B = Triples ; 
HR = Coup de circuit ; RBI = Points produits ; SB = Buts volés ; BA = Moyenne au bâton.